# (4906) Seneferu
(4906) Seneferu es un asteroide perteneciente al cinturón de asteroides, descubierto el 24 de septiembre de 1960 por Cornelis Johannes van Houten en conjunto a su esposa también astrónoma Ingrid van Houten-Groeneveld y el astrónomo Tom Gehrels desde el Observatorio del Monte Palomar, Estados Unidos.

## Designación y nombre
Designado provisionalmente como 2533 P-L. Fue nombrado Seneferu en honor a Seneferu el primer faraón de la dinastía IV egipcia y constructor de dos pirámides cerca de Dashur.

## Características orbitales
Seneferu está situado a una distancia media del Sol de 2,176 ua, pudiendo alejarse hasta 2,645 ua y acercarse hasta 1,707 ua. Su excentricidad es 0,215 y la inclinación orbital 1,651 grados. Emplea 1172 días en completar una órbita alrededor del Sol.

## Características físicas
La magnitud absoluta de Seneferu es 15. Tiene 3,11 km de diámetro y su albedo se estima en 0,152.